# فيضانات نيبال 2021
فيضانات نيبال 2021 كانت سلسلة من الفيضانات المفاجئة الناجمة عن الأمطار الغزيرة التي تسببت في انهيارات أرضية وفيضانات مفاجئة في نيبال. وكانت على النحو التالي:
- في يونيو 2021: غمر نهر ميلامشي، وتسبب في أضرار في بازار ميلامشي في مقاطعة سيندهوبالتشوك في نيبال، مما أسفر عن مقتل العديد من السكان المحليين وبعض الأجانب.[1] [2] في الشهر نفسه جرف نهر شاردا في منطقة كانشانبور جسرًا تحت الإنشاء.[3]
- في سبتمبر 2021: غمرت الأمطار الغزيرة 382 منزلاً وطريقًا في كاتماندو. حدث حوالي 105 ملم من الأمطار في ثلاث ساعات في وادي كاتماندو. وفي نفس الأسبوع تسببت فيضانات أخرى في منطقة تاراي في مقتل تسعة أشخاص وتدمير 42 منزلاً.[4]
- في أكتوبر 2021: تسبب فيضان في مستجمعات المياه في كارنالي في غرب نيبال في مقتل ما لا يقل عن 103 أشخاص. في حوض نهر محاكالي نزح 2600 شخص. في شرق نيبال دمرت العاصفة الممطرة حوالي 50.000 هكتار من مزارع الأرز. غمرت المياه 2232 منزلاً في جميع أنحاء نيبال.[5]